# گوردون بوخ
گوردون بوخ (انگلیسی: Gordon Büch؛ زادهٔ ۲۵ اکتبر ۱۹۹۵) بازیکن فوتبال است.
از باشگاه‌هایی که در آن بازی کرده‌است می‌توان به باشگاه فوتبال اینگولشتات ۰۴ اشاره کرد.